# Conisania suavis
Conisania suavis là một loài bướm đêm trong họ Noctuidae.